# Barron's

Logo

Barron's est un hebdomadaire fondé en 1921 par Clarence Barron, très lu dans la communauté financière aux États-Unis pour ses articles de réflexion, avec une synthèse de l'activité des marchés de la semaine écoulée et des éditoriaux d'information sur la semaine à venir, écrit dans un style prospectif.

## Histoire
Le magazine a été nommé d'après le nom de son fondateur Clarence W. Barron, l'un des personnages les plus influents de l'histoire de la société Dow Jones, considéré comme le fondateur du journalisme financier moderne.
Clarence W. Barron a d'abord fondé en 1887 le Boston News Bureau puis fonde le même service à Philadelphie en 1896. Ensuite, il a racheté la société Dow Jones and Company, au décès de son fondateur Charles Dow. À partir de 1900, ce dernier eut des problèmes de santé. A l’automne 1902, il vendit son journal à Clarence Barron, son collaborateur le plus important à Boston. Dow décéda quelques mois plus tard, le 4 décembre de la même année.
Sous la direction de Clarence W. Barron, la société publie également le Wall Street Journal, fondé le 8 juillet 1889 par Charles Dow, Edward Jones et Charles Bergstresser. Barron's s'appelle d'abord Barron's National Financial Weekly, puis Barron's Magazine. Le magazine est vendu 10 cents le numéro à sa fondation et peu après son audience explose pour atteindre 30000 lecteurs en 1926, pour la plupart des financiers de Wall Street. Clarence W. Barron en reste propriétaire jusqu'à son décès en 1928. Le journal est l'un de soutiens à la forte hausse du marché boursier qui précède le Krach de 1929.